# Contea di Briscoe
La contea di Briscoe (in inglese Briscoe County) è una contea dello Stato del Texas, negli Stati Uniti. La popolazione al censimento del 2010 era di 1 637 abitanti Il capoluogo di contea è Silverton. La contea è stato creata nel 1876 ed in seguito organizzata nel 1892. Prende il nome da Andrew Briscoe, un soldato che combatté la Guerra d'indipendenza del Texas.
Il Caprock Canyons State Park and Trailway si trova nella Briscoe County.

## Geografia fisica
Secondo l'Ufficio del censimento degli Stati Uniti d'America la contea ha un'area totale di 902 miglia quadrate (2340 km²), di cui 900 miglia quadrate (2300 km²) sono terra, mentre 1,6 miglia quadrate (4,1 km², corrispondenti al 0,2% del territorio) sono costituiti dall'acqua.

### Strade principali
- State Highway 86
- State Highway 207

| Anno | Popolazione | ±%        |
| ---- | ----------- | --------- |
| 1880 | 12          |           |
| 1900 | 1.253       | 10.341,7% |
| 1910 | 2.162       | 72,5%     |
| 1920 | 2.948       | 36,4%     |
| 1930 | 5.590       | 89,6%     |
| 1940 | 4.056       | −27,4%    |
| 1950 | 3.528       | −13,0%    |
| 1960 | 3.577       | 1,4%      |
| 1970 | 2.794       | −21,9%    |
| 1980 | 2.579       | −7,7%     |
| 1990 | 1.971       | −23,6%    |
| 2000 | 1.790       | −9,2%     |
| 2010 | 1.637       | −8,5%     |

### Contee adiacenti
- Armstrong County (nord)
- Donley County (nord-est)
- Hall County (est)
- Motley County (sud-est)
- Floyd County (sud)
- Swisher County (ovest)

## Educazione
I seguenti sono i distretti scolastici che servono al contea:
- Silverton Independent School District
- Clarendon Independent School District parzialmente
- Turkey-Quitaque Independent School District parzialmente